# Sigismondo
A Sigismondo Gioachino Rossini kétfelvonásos operája. Szövegkönyvét Giuseppe Maria Foppa írta. Ősbemutatójára 1814. december 26-án került sor a velencei Teatro La Fenice operaházban.

## Szereplők
| Szereplő                                      | Hangfekvés   |
| --------------------------------------------- | ------------ |
| Sigismondo, lengyel király                    | alt          |
| Ladislao, Lengyelország miniszterelnöke       | tenor        |
| Anaglida, Ladislao húga                       | szoprán      |
| Radoski, Ladislao barátja                     | bariton      |
| Ulderico, Morvaország királya                 | basszus      |
| Aldimira, Ulderico lánya, Sigismondo felesége | mezzoszoprán |
| Zenovito, lengyel nemes                       | basszus      |

## Cselekmény
A cselekmény Gesnában, Lengyelország ősi fővárosában zajlik, illetve az ország déli részének magas hegyeiben. Sigismondo (Zsigmond) király szinte beleőrül annak gondolatába, hogy valaki életére törhet. Van is oka rá, hiszen Ulderico bosszút esküdött ellene. Az ok az, hogy a király meggyilkoltatta saját feleségét, Aldimirát, Ulderico lányát, feltételezett félrelépése miatt. A valóságban azonban Aldimira él. A nő Ladislao cselének áldozata, hiszen az egész történetet a miniszterelnök találta ki, hogy ezáltal kergesse őrületbe a királyt és így szerezze meg maga számára a koronát. Aldimira álnéven a király kegyeibe férkőzik, aki beleszeret és megkéri a kezét. A nő beleegyezik a házasságba, azzal a feltétellel, hogy előtte még láthassa a fogoly Uldericót. Párbaj tör ki a király és Ulderico között. Sigismondo az élete árán menti meg a beavatkozó Aldimirát Ladislao kardjától, aki felismeri a lányt, tervét összedőlni látja és rátámad.

## Híres áriák
- O Tranquillo Soggiorno/Oggetto ama bile
- Ah! signor, nell'alma mia
- Alma rea la più infelice